# Стенико
Стѐнико (на италиански: Stenico, на местен диалект: Stènech, Стенек) е село и община в Северна Италия, автономна провинция Тренто, автономен регион Трентино-Южен Тирол. Разположено е на 667 m надморска височина. Населението на общината е 1167 души (към 2018 г.).